# Gumaca
Gumaca es un municipio filipino de primera clase, perteneciente a la provincia de Quezon, en la región de Calabarzon.

## Historia
Hacia mediados del siglo XIX, el lugar, ya por entonces perteneciente a la provincia de Tayabas, tenía contabilizada una población de 9927 habitantes, repartidos en 1654 casas. Aparece descrito en el segundo volumen del Diccionario geográfico, estadístico, histórico de las Islas Filipinas (1851) de Manuel Buzeta Núñez y Felipe Bravo con las siguientes palabras:

GUMACA: pueblo con cura y gobernadorcillo, en la isla de Luzon, prov. de Tayabas, dióc. de Nueva-Cáceres; se halla sit. en los 125° 41' long., 13° 57' 30" lat., sobre la costa N. E. de la prov., en la bahía de Lamon, en terreno llano y arenisco, y su clima es templado y saludable. Tiene como unas 1,654 casas, en general de sencilla construccion, distinguiéndose entre ellas como mas notables la casa parroquial y la llamada tribunal ó de justicia, donde está la cárcel. Hay escuela de primeras letras, dotada de los fondos de comunidad, bastante concurrida, é igl. parroquial de mediana fábrica, servida por un cura regular. A corta distancia de esta se encuentra el cementerio, el cual es bastante capaz y ventilado. Se comunica este pueblo con sus inmediatos por medio de caminos regulares, y recibe de Tayabas, cab. de la prov., el correo semanal establecido en la isla. El term. confina por N. con la referida bahía de Lamon; por S. se estiende el término hasta el mar de esta parte de la isla; por E. con el rio Talolon (dist. 2 leg.); y por O. con el término de Atimonan (dista 1 ½ leg. al N. O.), tambien sobre la costa de la bahía de Lamon. El terreno es muy fertil, montuoso en su mayor parte, y se halla bañado por algunos rios. En sus montes se crian escelentes maderas de construccion y ebanisteria, y caza mayor y menor de búfalos, jabalíes, venados, tórtolas, gallos, etc.; y en los troncos de los árboles y en todos los sitios abrigados depositan las abejas cera en bastante cantidad. Tambien sacan de los mismos pez, brea, y alquitran. En las tierras reducidas á cultivo, las principales producciones que cosechan arroz, trigo, azucar, añil, café, algodon, cacao, pimienta y legumbres. Ademas de los citados productos se encuentra muchos árboles frutales y palmas, de las que se saca vino, aceite, bonote y brea. ind.: la ocupacion principal de estos naturales es la agricultura y el beneficio de sus productos, la caza y la pesca. El com. consiste en la venta del sobrante de los mismos. pobl. 9,927 alm., 2,120 trib., que ascienden á 21,200 rs. plata, equivalentes á 55,000 rs. vn.
(Buzeta y Bravo, 1851, p. 74)

En 2020, tenía censados 71 942 habitantes.